# .dd
.dd は、ドイツ民主共和国（東ドイツ）に割り当てられた国別コードトップレベルドメイン(ccTLD)である。
.ddは、東ドイツのISO 3166-1 alpha-2コード（国名コード）"DD"に基づいて選択されたもので、「ドイツ民主共和国」を意味するドイツ語の正式国名「Deutsche Demokratische Republik」に由来する。
IANAの方針に従って.ddを東ドイツのccTLDとして割り当てることはできたが、実際には行われず、ルートサーバに.ddが追加されることもなかった。イェーナ大学とドレスデン工科大学の内部で使われたのが唯一の使用例だった。
1990年のドイツ再統一により、東ドイツはドイツ連邦共和国（西ドイツ。.deが割り当て済）の一部となった。ISO 3166-1コード"DD"は1990年に廃止された。